# Chris Grayling
Christopher Stephen Grayling (nascut l'1 d'abril de 1962), és un polític conservador britànic, que és Lord canceller i Secretari d'Estat de Justícia del Govern del Regne Unit des de 2012.